# Consens
Despre consens la Wikipedia vezi Wikipedia:Consens.
Consensul (din latină consentire = a fi de acord, cuvânt cu cuvânt: a simți împreună) semnifică acordul la care ajung oamenii− de regulă în cadrul unui grup sau o comunitate − cu privire la o anumită tematică fără contradicție ascunsă sau fățișă.
Avantajul consensului este acela că încurajează eforturile de a găsi decizia acceptată de către toți. Principalele dezavantaje includ cererile de alocare a unei perioade de timp mai mare și mai multe runde de negocieri, pentru a dezvolta o decizie în consens, dar apare tendința ca acordurile finale să folosească un limbaj ambiguu asupra părților contencioase.

## Terminologie
Cuvântul consens provine din cuvintele latine cum - "cu" sau "împreună" și sentire - "a gândi" sau "a simți". Ca metodă de luare a deciziilor, consensul tinde să fie:
- Inclusive. La luarea unei decizii prin consens, ar trebui implicați toți participanții la un caz comun.
- În comun. Consensul presupune participarea activă a tuturor factorilor de decizie;
- Comune. Participanții la un proces eficient de luare a deciziilor prin consens ar trebui să încerce să ajungă la cea mai bună soluție posibilă pentru grup și pentru toți membrii săi și să nu apere avizul majorității, adesea în detrimentul unei minorități.
- Echitabile. Toți membrii unui grup de luare a deciziilor de consens ar trebui să încerce, pe cât posibil, să aducă o contribuție egală la proces. Toți participanții au aceeași ocazie să facă o propunere, să o completeze, să o pedepsească sau să o blocheze.
- Căutarea unei soluții. Participanții la un proces eficient de luare a deciziilor, prin consens, depun eforturi pentru o soluție eficientă acceptabilă pentru toți; folosesc metode de compromis și alte metode pentru a evita sau rezolva problema punctelor de vedere exclusive în comunitate.